# Iázide ibne Maziade Axaibani
Iázide ibne Maziade Axaibani (Yazid ibn Maziad al-Xaibani; m. 801) foi um general e governador árabe que serviu ao Califado Abássida.

## Vida

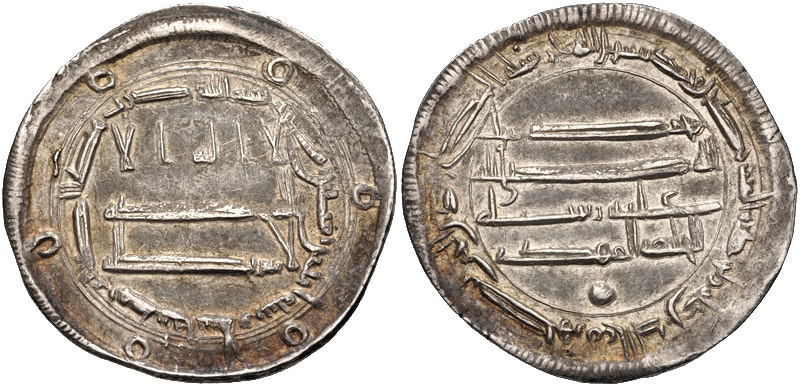
Dirrã de Almadi r.

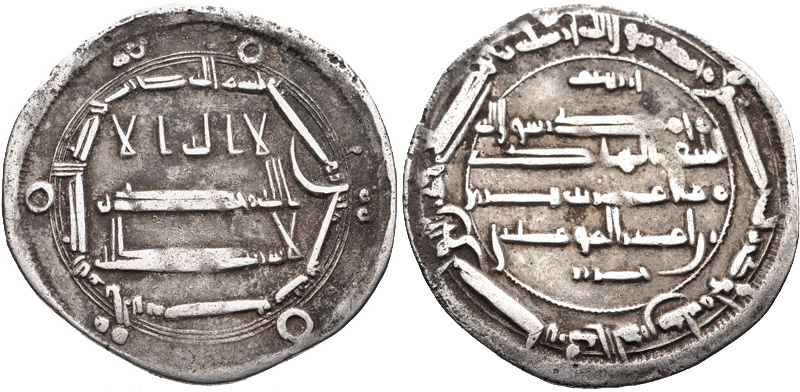
Dirrã do califa Alhadi r.

Iázide foi membro dos xaibanitas, dominante na região de Diar Baquir ao norte da Jazira (Mesopotâmia Superior). O primeiro membro de sua família ascender à proeminência foi seu tio, Mane ibne Zaida Axaibani, sob os omíadas. Embora Mane lutou contra a Revolução Abássida, ele reconciliou-se com o regime abássida e ele e seu filhos, Zaida e Xarail, mantiveram altos postos militares e governadorias. Iázide primeiro serviu sob Mane durante o governo do último no Sistão, onde Mane caiu em batalha contra os carijitas locais em 769.
Sob o califa Almadi (r. 775–785), lutou contra Iúçufe Albarme no Coração, e em 782 tomou parte na grande campanha contra o Império Bizantino sob o futuro califa Harune Arraxide (r. 786–809). Iázide acompanhou o filho mais velho e sucessor de Almadi, Alhadi (r. 785–786) para seu governo de Jurjam em 783/784. Após Alhadi tornar-se califa, Iázide apoiou-o em sua intenção — em última análise interrompida por sua morte — para remover Harune da sucessão em favor do próprio filho de Alhadi.
A lealdade de Iázide foi recompensada por Alhadi com sua nomeação para a governadoria (osticano) da Armênia (uma grande província compreendendo toda a Transcaucásia), que ele governou até 788/789. Seu governou foi severo para a população cristã nativa, e ele empreendeu uma colonização em larga escala na província, particularmente em Xirvão, com árabes muçulmanos. Ele foi também o primeiro de uma longa linhagem de osticanos xaibanitas, começando com seus filhos, e, por conseguinte, o progenitor da dinastia maziádida que governou Xirvão como emires autônomos e depois independentes (xá de Xirvão) até 1027.
Após seu mantado na Armênia, Iázide foi enviado para combater uma rebelião carijita liderada pelo companheiro dos xaibanitas Ualide ibne Tarife (795/796). Iázide conseguiu derrotá-lo e matá-lo em combate, terminando a revolta. Iázide foi renomeado como osticano em 799, a tempo de enfrentar o último ataque cazar ao califado nas províncias caucasianas, que derrotou. Ele morreu na Armênia em 801, e foi sucedido por seu filho Assade.